# إيما كاثرين إمبيري
إيما كاثرين إمبيري (بالإنجليزية: Emma Catherine Embury) هي كاتبة قصص قصيرة وصحفية وكاتِبة وكاتبة للأطفال وشاعرة أمريكية، ولدت في 25 فبراير 1806 في نيويورك في الولايات المتحدة، وتوفيت في 10 فبراير 1863 في بروكلين في الولايات المتحدة.

## وصلات خارجية
- إيما كاثرين إمبيري على موقع ميوزك برينز (الإنجليزية)